# فالن (نوادا)
فالن، نوادا (به انگلیسی: Fallon, Nevada) یک شهر در ایالات متحده آمریکا است که در نوادا واقع شده‌است.

## خصوصیات
فالن ۹٫۴۵ کیلومترمربع مساحت و ۸٬۶۰۶ نفر جمعیت دارد و ۱٬۲۰۷ متر بالاتر از سطح دریا واقع شده‌است.

## خواهرخوانده
شهر وانی خواهرخواندهٔ فالن، نوادا هست.